# Antropocentrism
Antropocentrism avser förhållningssätt där människan sätts i alltings centrum.
Utifrån detta förhållningssätt vill man påvisa att naturlagarna och naturkonstanterna är precis sådana att livet på jorden och människans tillblivelse inte skulle ha kunnat bli av om de varit en hårsmån annorlunda. Det betyder enligt vissa anhängare att världens skapare måste ha utformat naturlagarna exakt så som de är just för att människan ska bli till.
Antropocentrism uttrycker att naturen står i människans tjänst. Människan står högre än naturen och har därmed rätten att nyttja naturen. Människan är det enda som har ett egenvärde, allt annat har ett instrumentellt värde för att främja människan. Detta till skillnad från ekocentrism där naturens samspel står i centrum, människan utgör en del av detta samspel och måste bete sig på naturens villkor.
En motsats till antropocentrism är biocentrism där förhållningssättet är att allt levande sätts i centrum. Alla levande individer har ett inneboende värde, även kallat egenvärde. Hela ekosystem har dock ett instrumentellt värde för att främja individerna i systemet.